# レオ・ナデルマン
レオ・ナデルマン（Leo Nadelmann, 1913年1月16日 ビール- 1998年12月14日チューリヒ）は、スイスのピアノ奏者、作曲家。

## 経歴
1913年、ビール生まれ。1917年から1919年までバーゼル音楽院でヴァルター・ミュラー・フォン・クルムに師事してピアノを学び、その後作曲のクラスにも参加した。1927年からピアニストとして活動をはじめたが、1931年から1933年までベルリンに滞在し、アルトゥル・シュナーベルやルドルフ・ゼルキンなどの薫陶を受けている。また1940年からアレクサンダー・ブライロフスキーやラウル・コチャルスキの指導も受けている。
1945年からアメリカに演奏活動の拠点を移した。しかし1956年頃から左手薬指の麻痺に苦しめられるようになり、1960年に演奏活動を停止してチューリヒに移り住んだ。1965年から1978年までシュヴァイツァー・ラジオの音楽部長兼プロデューサー、1968年から1983年までウィーン国際音楽センターの会長をそれぞれ歴任。1977年から母校のバーゼル音楽院で教鞭をとった。1981年にはヤマハ音楽振興会から賞を贈られている。
1998年、チューリヒにて没。